# Johanne Killi
Johanne Killi (Dombås, 13 ottobre 1997) è un'ex sciatrice freestyle norvegese, specialista dello slopestyle e del big air.

## Biografia
Johanne Killi ha vinto nell'aprile 2014 la medaglia d'argento nello slopestyle ai Mondiali juniores che si sono svolti a Chiesa in Valmalenco. Nel gennaio dell'anno successivo disputa pure i Mondiali di Kreischberg 2015 concludendo all'ottavo posto nello slopestyle, e il mese seguente esordisce in Coppa del Mondo partecipando alla gara di slopestyle tenutasi a Park City.
Prende parte alle Olimpiadi di Pyeongchang 2018 terminando al quinto posto nello slopestyle. Ai Mondiali di Park City 2019 giunge nona nel big air.
Nella stagione 2023 ottiene la sua unica medaglia iridata, il bronzo nello slopestyle a Bakuriani 2023. Al termine della stagione si aggiudica la Coppa del Mondo generale di freestyle, oltre a quella di specialità slopestyle. Il 25 settembre 2023, con un post sui suoi profili social, annuncia il ritiro dell'attività agonistica.

## Palmarès

### Mondiali
- 1 medaglia:
  - 1 bronzo (slopestyle a Bakuriani 2023)

### Winter X Games
- 7 medaglie:
  - 1 oro (slopestyle ad Hafjell 2017)
  - 3 argenti (big air a Oslo 2016; big air ad Aspen 2018; big air ad Aspen 2019)
  - 3 bronzi (slopestyle ad Aspen 2016; slopestyle ad Aspen 2017; big air ad Hafjell 2020)

### Mondiali juniores
- 1 medaglia:
  - 1 argento (slopestyle a Chiesa in Valmalenco 2014)

### Coppa del Mondo
- Vincitrice della Coppa del Mondo generale di freestyle nel 2023
- Vincitrice della Coppa del Mondo di slopestyle nel 2023
- Miglior piazzamento nella Coppa del Mondo di big air: 3ª nel 2020
- 19 podi:
  - 6 vittorie
  - 7 secondi posti
  - 6 terzi posti

#### Coppa del Mondo - vittorie
| Data             | Luogo            | Paese       | Disciplina |
| ---------------- | ---------------- | ----------- | ---------- |
| 12 febbraio 2017 | Québec           | Canada      | SS         |
| 13 gennaio 2018  | Snowmass         | Stati Uniti | SS         |
| 14 dicembre 2019 | Pechino          | Cina        | BA         |
| 19 novembre 2022 | Stubaital        | Austria     | SS         |
| 22 gennaio 2023  | Laax             | Svizzera    | SS         |
| 4 febbraio 2023  | Mammoth Mountain | Stati Uniti | SS         |

Legenda:

SS = slopestyle

BA = big air